# Brigham Young University Women's Volleyball 2018
Questa voce raccoglie le informazioni riguardanti la Brigham Young University Women's Volleyball nella stagione 2018.

## Organigramma societario
Area direttiva
- Presidente: Tom Holmoe

Area organizzativa
- Direttore delle operazioni: Kinslie TeKolste

Area tecnica
- Allenatore: Heather Olmstead
- Allenatore associato: David Hyte
- Assistente allenatore: Jonny Neeley
- Assistente allenatore volontario: Gil Fellingham
- Preparatore atletico: Turreal Moore

## Rosa
| N° | Nome              | Ruolo | Data di nascita   | Nazionalità sportiva | Anno      |
| -- | ----------------- | ----- | ----------------- | -------------------- | --------- |
| 1  | Taylen Ballard    | S     | -                 | Stati Uniti          | Sophomore |
| 2  | Heather Gneiting  | C     | -                 | Stati Uniti          | Freshman  |
| 5  | Emily Lewis       | C/O   | -                 | Stati Uniti          | Junior    |
| 6  | Lyndie Haddock    | P     | -                 | Stati Uniti          | Senior    |
| 8  | Tayler Tausinga   | P     | -                 | Stati Uniti          | Freshman  |
| 9  | Sydnie Martindale | L     | -                 | Stati Uniti          | Senior    |
| 9  | Madelyn Robinson  | S     | -                 | Stati Uniti          | Freshman  |
| 11 | Lacy Haddock      | S     | -                 | Stati Uniti          | Senior    |
| 12 | Veronica Jones    | S     | 20 gennaio 1997   | Stati Uniti          | Senior    |
| 13 | Danelle Stetler   | S     | -                 | Stati Uniti          | Senior    |
| 14 | McKenna Miller    | S     | -                 | Stati Uniti          | Junior    |
| 15 | Kiani Tuileta     | P     | -                 | Stati Uniti          | Junior    |
| 16 | Allison Stapleton | C     | -                 | Stati Uniti          | Sophomore |
| 18 | Mary Lake         | L     | 16 settembre 1998 | Stati Uniti          | Junior    |
| 20 | Riley Lyman       | S     | -                 | Stati Uniti          | Junior    |
| 21 | Whitney McEwan    | C     | -                 | Stati Uniti          | Freshman  |
| 22 | Sara Hamson       | O     | -                 | Stati Uniti          | Sophomore |
| 24 | Kennedy Redding   | C     |                   | Stati Uniti          | Sophomore |

## Mercato
| Acquisti | Acquisti         | Acquisti          | Acquisti   |
| R.       | Nome             | da                | Modalità   |
| -------- | ---------------- | ----------------- | ---------- |
| C        | Heather Gneiting | Pleasant Grove HS | definitivo |
| P        | Tayler Tausinga  | American Fork HS  | definitivo |
| S        | Madelyn Robinson | Lone Peak HS      | definitivo |
| S        | Riley Lyman      | Snow College      | definitivo |
| C        | Whitney McEwan   | Woods Cross HS    | definitivo |

| Cessioni | Cessioni           | Cessioni | Cessioni |
| R.       | Nome               | a        | Modalità |
| -------- | ------------------ | -------- | -------- |
| C/O      | Cosy Burnett       | -        | ritirata |
| P        | Alohi Robins-Hardy | -        | ritirata |
| C        | Madeline Graham    | -        | ritirata |
| L        | Tristyn Moser      | -        | ritirata |

## Statistiche

### Statistiche di squadra
| Competizione                          | Punti | In casa | In casa | In casa | In trasferta | In trasferta | In trasferta | Campo neutro | Campo neutro | Campo neutro | Totale | Totale | Totale |
| Competizione                          | Punti | G       | V       | P       | G            | V            | P            | G            | V            | P            | G      | V      | P      |
| ------------------------------------- | ----- | ------- | ------- | ------- | ------------ | ------------ | ------------ | ------------ | ------------ | ------------ | ------ | ------ | ------ |
| West Coast Conference NCAA Division I | .939  | 33      | 31      | 2       | 17           | 17           | 0            | 13           | 12           | 1            | 3      | 2      | 1      |
| Totale                                | .939  | 33      | 31      | 2       | 17           | 17           | 0            | 13           | 12           | 1            | 3      | 2      | 1      |

G = partite giocate; V = partite vinte; P = partite perse

### Statistiche dei giocatori
| Giocatrice    | West Coast Conference NCAA Division I | West Coast Conference NCAA Division I | West Coast Conference NCAA Division I | West Coast Conference NCAA Division I | West Coast Conference NCAA Division I | Totale | Totale | Totale | Totale | Totale |
| Giocatrice    | P                                     | PT                                    | AV                                    | MV                                    | BV                                    | P      | PT     | AV     | MV     | BV     |
| ------------- | ------------------------------------- | ------------------------------------- | ------------------------------------- | ------------------------------------- | ------------------------------------- | ------ | ------ | ------ | ------ | ------ |
| T. Ballard    | 11                                    | 10                                    | 6                                     | 4                                     | 0                                     | 11     | 10     | 6      | 4      | 0      |
| H. Gneiting   | 33                                    | 326                                   | 225                                   | 83                                    | 18                                    | 33     | 326    | 225    | 83     | 18     |
| La. Haddock   | 26                                    | 61                                    | 51                                    | 5                                     | 5                                     | 26     | 61     | 51     | 5      | 5      |
| Ly. Haddock   | 33                                    | 151                                   | 86                                    | 51                                    | 14                                    | 33     | 151    | 86     | 51     | 14     |
| S. Hamson     | 0                                     | 0                                     | 0                                     | 0                                     | 0                                     | 0      | 0      | 0      | 0      | 0      |
| V. Jones      | 33                                    | 585                                   | 506                                   | 37                                    | 42                                    | 33     | 585    | 506    | 37     | 42     |
| M. Lake       | 33                                    | 19                                    | 4                                     | 0                                     | 15                                    | 33     | 19     | 4      | 0      | 15     |
| E. Lewis      | 6                                     | 4                                     | 1                                     | 2                                     | 1                                     | 6      | 4      | 1      | 2      | 1      |
| R. Lyman      | 15                                    | 0                                     | 0                                     | 0                                     | 0                                     | 15     | 0      | 0      | 0      | 0      |
| S. Martindale | 33                                    | 18                                    | 0                                     | 0                                     | 18                                    | 33     | 18     | 0      | 0      | 18     |
| W. McEwan     | 0                                     | 0                                     | 0                                     | 0                                     | 0                                     | 0      | 0      | 0      | 0      | 0      |
| M. Miller     | 24                                    | 290                                   | 250                                   | 19                                    | 21                                    | 24     | 290    | 250    | 19     | 21     |
| K. Redding    | 33                                    | 283                                   | 205                                   | 78                                    | 0                                     | 33     | 283    | 205    | 78     | 0      |
| M. Robinson   | 32                                    | 158                                   | 138                                   | 20                                    | 0                                     | 32     | 158    | 138    | 20     | 0      |
| A. Stapleton  | 8                                     | 9                                     | 7                                     | 2                                     | 0                                     | 8      | 9      | 7      | 2      | 0      |
| D. Stetler    | 32                                    | 31.5                                  | 20                                    | 2.5                                   | 9                                     | 32     | 31.5   | 20     | 2.5    | 9      |
| T. Tausinga   | 7                                     | 0                                     | 0                                     | 0                                     | 0                                     | 7      | 0      | 0      | 0      | 0      |
| K. Tuileta    | 25                                    | 11                                    | 0                                     | 0                                     | 11                                    | 25     | 11     | 0      | 0      | 11     |

P = presenze; PT = punti totali; AV = attacchi vincenti; MV = muri vincenti; BV = battute vincenti

NB: I muri singoli valgono una unità di punto, mentre i muri doppi e tripli valgono mezza unità di punto; anche i giocatori nel ruolo di libero sono impegnati al servizio